# Carnisse Grienden

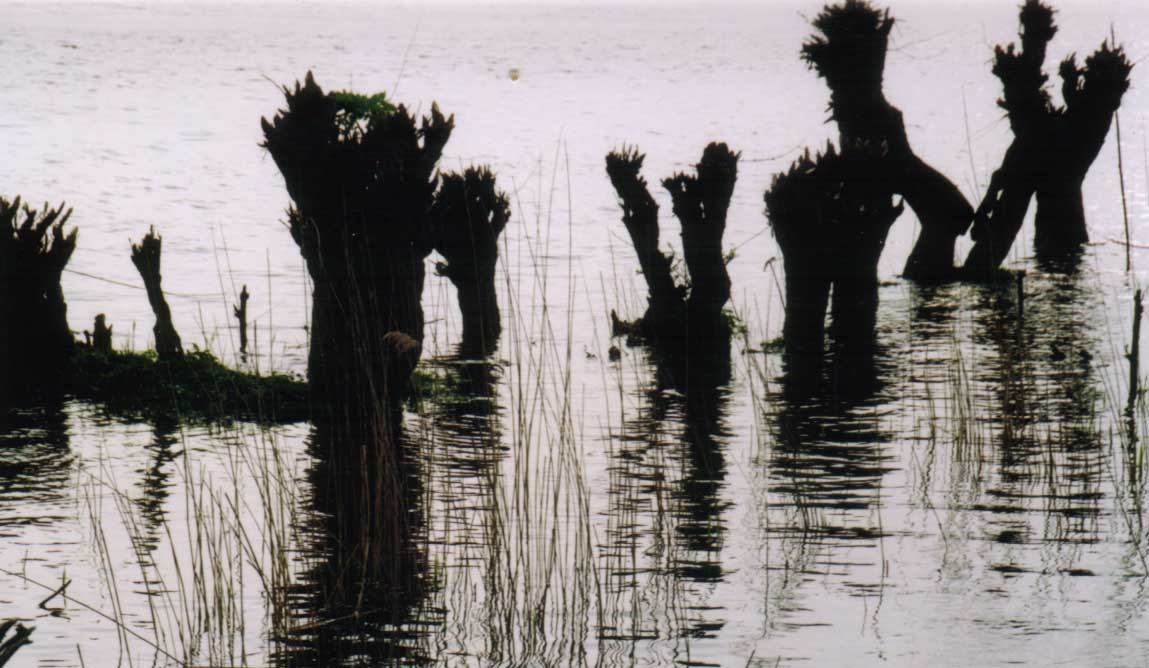
Carnisse Grienden bij hoogtij

De Carnisse Grienden is een natuurgebied in de Nederlandse provincie Zuid-Holland, dat bestaat uit zeldzame zoetwatergetijdegrienden die deels verwilderd zijn en deels in cultuur gebracht. Ze liggen langs de rivier de Oude Maas, in de gemeenten Albrandswaard en Barendrecht. In het noorden bevindt zich de Vinex-locatie Carnisselande.
Aan de oostelijke kant van de grienden zijn het voormalige haventje van Carnisse en de Jan Gerritsepolder te vinden. Aan de westelijke kant bevinden zich de Rhoonse Grienden.
De vele knotwilgen staan bij vloed bijna geheel onder water, wat de wandelaar een zeldzaam schouwspel oplevert; alleen het smalle wandelpad is dan nog droog. Naast de vele vogels die er nestelen, is de flora van grote rijkdom. Veel zeldzame planten voelen zich thuis in dit bijzondere moerasachtige gebied.

## Vereniging
In de jaren zeventig waren er plannen om de grienden op te spuiten met bagger en er een recreatiegebied van te maken. Deze plannen zijn mede door protesten van de werkgroep Redt de Carnisse Grienden niet doorgegaan. Deze werkgroep is na 1972 doorgegaan als Vereniging de Carnisse Grienden. De vereniging heeft anno 2012 vierhonderd leden en komt op voor de instandhouding van de Carnisse en Rhoonse Grienden. Ze bevordert de bekendheid van de gebieden door het organiseren van excursies en wandelingen onder leiding van een natuurgids. De organisatie is ook betrokken bij de inrichting van het nieuw aan te leggen Landschapspark Buytenland van Rhoon. Er heerst echter onenigheid tussen delen van de lokale bevolking die voorstander zijn van meer natuur en recreatie en het andere kamp wat liever de agrarische inrichting wil behouden.